# Enseigne (nom commercial)
Pour les articles homonymes, voir Enseigne.

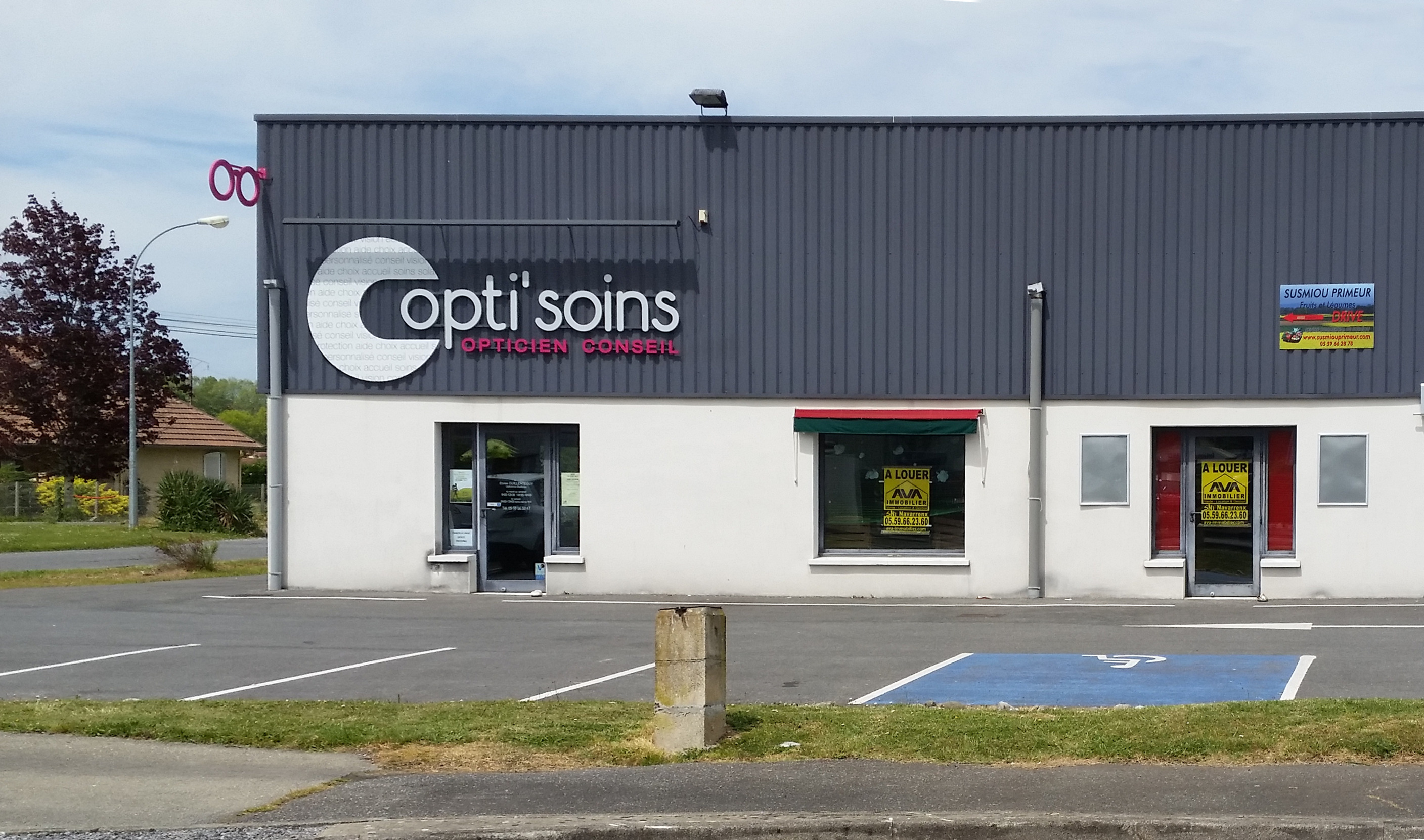
Enseigne avec jeu de mots.

Une enseigne est la dénomination sous laquelle, en dehors du nom, le commerce est exercé et connu du public, que le commerçant appose sur sa vitrine, ses voitures de livraison, etc. C'est un des éléments incorporels du fonds de commerce. Elle est le prolongement du nom commercial.